# 沖縄県道20号線

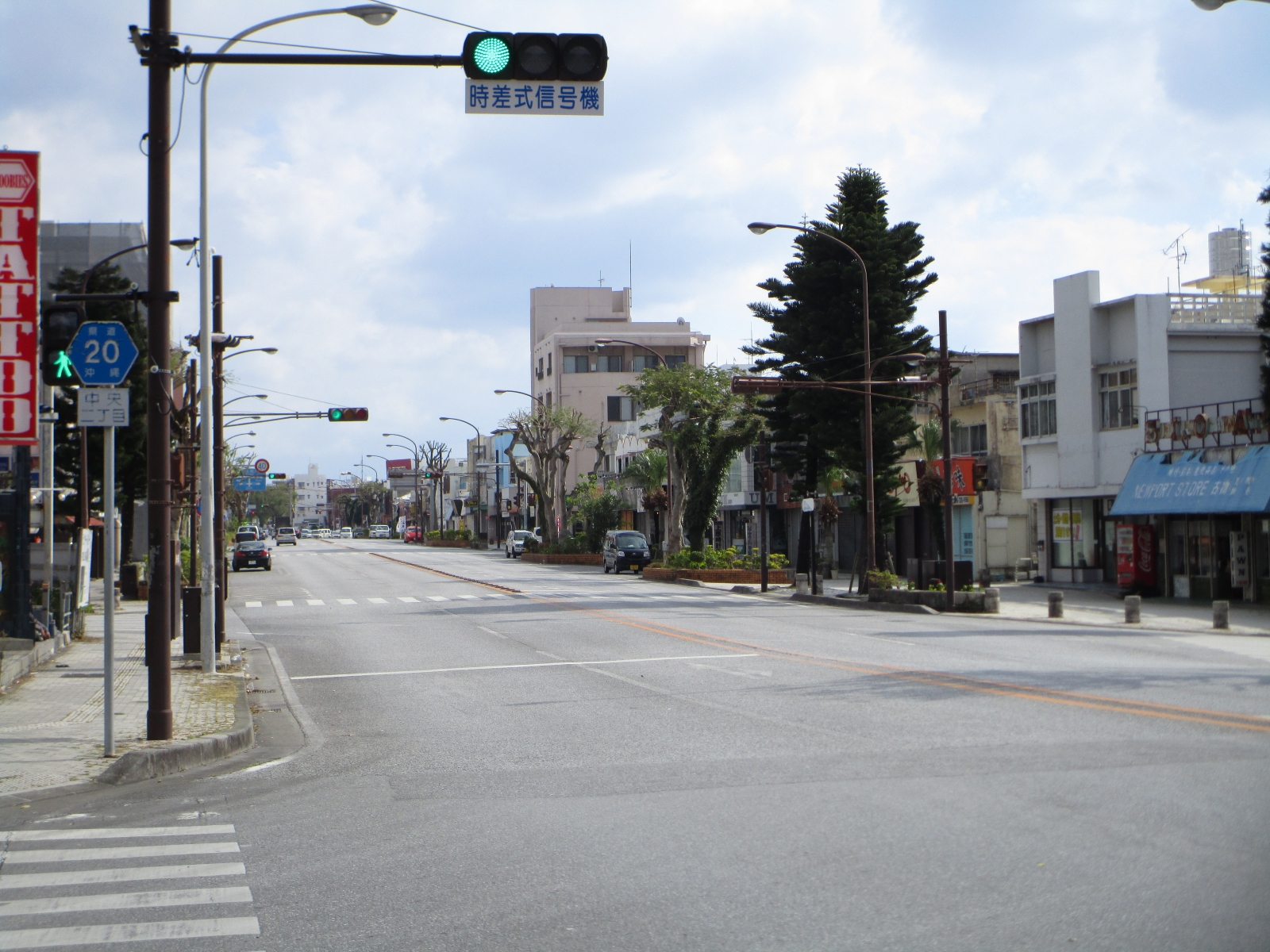
沖縄県道20号胡屋泡瀬線

沖縄県道20号胡屋泡瀬線（おきなわけんどう20ごう ごやあわせせん）は沖縄県沖縄市比屋根と上地とを結ぶ一般県道。胡屋十字路から終点までの区間は「コザゲート通り」（旧称「空港通り」）と呼ばれている。

## 概要
1953年（昭和28年）に嘉手納基地第1ゲート - 第2ゲートと同ゲート - 胡屋十字路のゲート通り（現「コザゲート通り」）が軍道20号線、胡屋 - 高原が琉球政府道20号線として指定された。その後、1972年（昭和47年）の本土復帰と同時に嘉手納基地内を除く区間が県道20号線となった。なお、復帰前は起終点が逆だった。
1980年代まで起点 - 沖縄市安慶田部分が未整備だったがのちに整備され、国道329号方面から胡屋方面への交通の利便性が向上した。
国道330号と交わる胡屋十字路 - 終点の嘉手納基地第2ゲートまでの区間はかつてゲート通りと呼ばれ、その後「空港通り」に改名されたが、呼称が定着しないことや誤認もあったため、改めて「コザゲート通り」に改名された。アメリカ軍人やその家族らも多く、道沿いには外国人向けの店舗も少なくない。
2014年には、県道85号 - 高原交差点間の沖縄市道および沖縄市道泡瀬国体線が当路線に昇格された。前者は新しく当路線の標識が設置されているが、後者は沖縄市道であったのに沖縄県道227号沖縄県総合運動公園線の距離標が設置されており、当路線の標識は設置されていない。どちらも交差点の案内標識が当路線になるように書き換えられている。また、泡瀬干潟の埋立予定地へ当路線を延長する計画がある。

### 要目
- 起点 : 沖縄市比屋根（中城湾港泡瀬地区）[2]
- 終点 : 沖縄市上地（沖縄県道85号沖縄環状線・アメリカ軍（在日米軍）嘉手納基地第2ゲート）
- 総延長 : 約7km[2]

## 通過自治体
- 沖縄市

## 交差する路線
- 沖縄県道227号沖縄県総合運動公園線（沖縄市比屋根）
- 沖縄県道85号沖縄環状線（沖縄市泡瀬・終点）
- 国道329号（沖縄市高原）
- 国道331号（沖縄市高原・国道329号と重複）
- 国道330号（沖縄市胡屋）
- 沖縄県道23号沖縄北谷線（終点・県道85号と重複）

## 重複路線
- 沖縄県道85号沖縄環状線（沖縄市泡瀬）

## 沿線の主な施設
- ヒストリート
- 嘉手納基地（終点）

## 路線バス
高原まで全線開通後に東陽バスの東南植物楽園線が胡屋十字路 - 高原交差点間に乗り入れたが、2004年（平成16年）に廃止された。その後、路線再編により改めて乗り入れを行い、泡瀬循環線（60番）が同区間を平日のみ運行していたが、こちらも2014年（平成26年）に廃止され、現在は「コザゲート通り」区間を含めコミュニティバス沖縄市循環バスの各線が通過している。